# ماونت پلزنت (کارولینای شمالی)
ماونت پلزنت (به انگلیسی: Mount Pleasant) شهری در ایالت کشور ایالات متحده آمریکا است که جمعیت آن در سرشماری سال ۲۰۱۰ میلادی، ۱٬۶۵۲ نفر بوده‌است.